# Ramón del Hoyo López
Ramón del Hoyo López (Arlanzón, 14 settembre 1940) è un vescovo cattolico spagnolo, dal 9 aprile 2016 vescovo emerito di Jaén.

## Biografia

### Formazione e ministero sacerdotale
Ha studiato nei seminari minore e maggiore di Burgos dal 1955 e al 1963. Ha conseguito la laurea in diritto canonico presso la Pontificia Università di Salamanca nel 1965 e il dottorato nella stessa disciplina presso la Pontificia università "San Tommaso d'Aquino".
Il 5 settembre 1965 è stato ordinato presbitero per l'arcidiocesi di Burgos. In seguito è stato vicario coadiutore della parrocchia di Santa María la Real y Antigua e direttore spirituale della scuola media femminile della Caritas dal 1965 al 1968; notaio e segretario del tribunale ecclesiastico dal 1968 al 1974; promotore di giustizia aggiunto dal 1972 al 1978; promotore di giustizia nel 1978; professore di diritto canonico presso la sede di Burgos della Facoltà di Teologia del Nord della Spagna dal 1977 al 1996; vicario giudiziale del tribunale ecclesiastico dal 1978 al 1993; canonico, presidente del capitolo metropolitano e vicario generale dal 1993 al 1996.

### Ministero episcopale
Il 26 giugno 1996 papa Giovanni Paolo II lo ha nominato vescovo di Cuenca. Ha ricevuto l'ordinazione episcopale il 15 settembre successivo dall'arcivescovo Lajos Kada, nunzio apostolico in Spagna e Andorra, co-consacranti Francisco Álvarez Martínez, arcivescovo metropolita di Toledo, e José Guerra Campos, vescovo emerito di Cuenca; durante la stessa celebrazione ha preso possesso della diocesi.
Nel gennaio del 2005 ha compiuto la visita ad limina.
Il 19 maggio 2005 papa Benedetto XVI lo ha nominato vescovo di Jaén. Ha preso possesso della diocesi il 2 luglio successivo.
Nel marzo del 2014 ha compiuto una seconda visita ad limina.
Il 9 aprile 2016 papa Francesco ha accettato la sua rinuncia al governo pastorale della diocesi per raggiunti limiti di età.
In seno alla Conferenza episcopale spagnola è stato presidente della commissione per le missioni e la cooperazione tra le Chiese dal 2005 al 2011 e membro del consiglio economico dal 2012 al 2017. È stato anche membro della Giunta di San Giovanni d'Avila, dottore della Chiesa.

## Genealogia episcopale
La genealogia episcopale è:
- Cardinale Scipione Rebiba
- Cardinale Giulio Antonio Santori
- Cardinale Girolamo Bernerio, O.P.
- Arcivescovo Galeazzo Sanvitale
- Cardinale Ludovico Ludovisi
- Cardinale Luigi Caetani
- Cardinale Ulderico Carpegna
- Cardinale Paluzzo Paluzzi Altieri degli Albertoni
- Papa Benedetto XIII
- Papa Benedetto XIV
- Papa Clemente XIII
- Cardinale Giovanni Francesco Albani
- Cardinale Carlo Rezzonico
- Cardinale Antonio Dugnani
- Arcivescovo Jean-Charles de Coucy
- Cardinale Gustave-Maximilien-Juste de Croÿ-Solre
- Vescovo Charles-Auguste-Marie-Joseph Forbin-Janson
- Cardinale François-Auguste-Ferdinand Donnet
- Vescovo Charles-Emile Freppel
- Cardinale Louis-Henri-Joseph Luçon
- Cardinale Charles-Henri-Joseph Binet
- Cardinale Maurice Feltin
- Cardinale Jean-Marie Villot
- Arcivescovo Lajos Kada
- Vescovo Ramón del Hoyo López